# Asbest. Den store oprydning
Asbest. Den store oprydning er en dansk dokumentarfilm fra 1986 instrueret af Frans Lauridsen og Niels Frandsen.

## Handling
Det er i dag forbudt at bruge materialet asbest, men fortidens brug skal der ryddes op efter. Filmen skildrer hvilke ulykker, asbesten har forårsaget helbredsmæssigt og viser en indgående demonstration af, hvor omhyggeligt og præcist arbejdet med at fjerne den gamle asbest skal udføres. Asbestsaneringen foregår på arbejdspladser, skoler og institutioner.